# كيفن ماكلاود
كيفن ماكلاود (بالإنجليزية: Kevin McCloud)‏ هو مصمم وصحفي ومذيع وكاتب بريطاني، ولد في 8 مايو 1958 في بيدفوردشير في المملكة المتحدة.

## وصلات خارجية
- كيفن ماكلاود على موقع IMDb (الإنجليزية)
- كيفن ماكلاود على موقع قاعدة بيانات الفيلم (الإنجليزية)